# Bispo de Nottingham
O Bispo Nottingham era um título episcopal usado por um bispo sufragâneo da Igreja da Inglaterra. O título recebeu o nome da cidade-condado de Nottingham e foi criado pela primeira vez sob o Ato dos Bispos Sufragâneos de 1534. Até 1837, Nottingham fazia parte da Diocese de Iorque, quando então se tornou parte da Diocese de Lincoln. Com a criação da Diocese de Southwell em 1884, Nottingham se tornou parte dessa diocese, mas o então (e último) bispo permaneceu sufragâneo de Lincoln. Desde 2005, Nottingham deu seu nome à Diocese de Southwell e Nottingham.

## Bispos
Lista de bispos de Nottingham:
- Ricardo Barnes (1567 - 1570) - Trasladado para Carlisle e depois para Durham;
  - Em pendência (1570 -1870).
- Henrique Mackenzie (1870 - 1877);
- Eduardo Trollope (1877 - 1893) - Arquidiácono de Stow e reitor de Leasingham; morreu no cargo.
  - Em pendência (1570 -1870) - Desde 2005, Nottingham faz parte do título do Bispo diocesano de Southwell e Nottingham.